# Pristimantis floridus
Pristimantis floridus là một loài động vật lưỡng cư trong họ Strabomantidae, thuộc bộ Anura. Loài này được Lynch & Duellman miêu tả khoa học đầu tiên năm 1997.